# جورج هورتون
جورج هورتون (بالإنجليزية: George Horton)‏ هو دبلوماسي وشاعر أمريكي، ولد في 11 أكتوبر 1859 في نيويورك في الولايات المتحدة، وتوفي في 1942.